# Barabinskij rajon
Il Barabinskij rajon è un rajon ("distretto") dell'oblast' di Novosibirsk, nella Russia siberiana sudoccidentale. Il capoluogo è la cittadina di Barabinsk, che è tuttavia da esso separata amministrativamente e dipendente direttamente dalla oblast'.